# Шенгавит (футбольный клуб)
Футбольный клуб «Шенгави́т» (арм. Ֆուտբոլային Ակումբ „Շենգավիթ“ Երևան) — армянский футбольный клуб, основанный в 2008 году в Ереване. Является фарм-клубом ереванского «Улисса».

## История
В начале 2008 года в ведение клуба «Улисс» перешла футбольная школа «Шенгавит», расположенная в одноимённом районе Еревана. Руководством клуба было решено на базе школы создать фарм-клуб «Улисса», который будет выступать в Первой лиге, но не имея возможности выйти в Премьер-лигу.
В том же сезоне «Шенгавит» завоевал малые золотые медали первенства, прервав 4-летнюю гегемонию «Пюника»-2 в Первой лиге. Клуб являлся одним из лидеров среди дублирующих составов.
В 2009 году команде составлял конкуренцию лишь дилижанский «Импульс», который заслуженно разместился на первой строчке итоговой таблицы Первой лиги. «Шенгавит» завершил первенство на втором месте, завоевав серебряные медали малого достоинства.
В 2011 году клуб вновь взобрался на первое место, завоевав золото под руководством Карена Барсегяна. Сезон-2012/13, который являлся переходным к системе "осень-весна", команда также начинала с Барсегяном.
И старт был довольно лихим: в первых 6 турах лишь однажды случилась ничья, а в остальных матчах были зафиксированы победы. Но затем темп немного сбавился.
А в середине августа Барсегян возглавил главную команду после отставки Севады Арзуманяна. «Шенгавит» принял ассистент Барсегяна — Артур Галстян, став исполняющим обязанности главного тренера.

## Достижения

### Национальные чемпионаты
- Чемпион Первой лиги — 2 раза (2008, 2011).
- Серебряный призёр Первой лиги (2009).

### Достижения игроков
- Лучшие бомбардиры сезона:
  - Первая лига Армении 2011 — Генрих Арутюнян (21 гол).

## Тренерский штаб
- Главный тренер —  Артур Галстян
- Массажист —  Оганес Айрапетян

## Главные тренеры клуба
| Главный тренер | С     | Период     |
| -------------- | ----- | ---------- |
| Карен Барсегян |       | …—2012     |
| Артур Галстян  | и. о. | 2012—н. в. |